# Otlet Glacier
Otlet Glacier är en glaciär i Antarktis. Den ligger i Västantarktis. Argentina, Chile och Storbritannien gör anspråk på området. Otlet Glacier ligger 263 meter över havet.
Terrängen runt Otlet Glacier är varierad. Havet är nära Otlet Glacier åt nordost. Trakten är obefolkad. Det finns inga samhällen i närheten. 